# Gzel
Gzel – część miasta Rybnika, położona w rejonie ulicy Gzelskiej, nad Zalewem Gzel, na północny zachód od centrum Rybnika. 